# Rang Song
Rang Song (ร่างทรง Rang Song, literalmente: Mediunidade; bra: A Médium) é um filme de terror folclórico sobrenatural de mocumentário tailandês-sul-coreano de 2021, co-escrito e produzido por Na Hong-jin e dirigido por Banjong Pisanthanakun. É uma coprodução do GDH 559 da Tailândia e do Showbox da Coreia do Sul. O filme estreou no 25º Festival Internacional de Cinema Fantástico de Bucheon em 11 de julho de 2021. Foi lançado nos cinemas na Coreia do Sul em 14 de julho de 2021. Foi selecionado como a entrada tailandesa para o Melhor Longa-Metragem Internacional no 94º Oscar, mas não foi indicado.
O filme foi eleito o melhor longa-metragem no 25º Festival Internacional de Cinema Fantástico de Bucheon e foi premiado com o Bucheon Choice Award de melhor filme. Em termos de bilheteria, de acordo com dados do Korean Film Council, está classificado em 15º lugar entre todos os filmes lançados no ano de 2021 na Coreia do Sul, com receita bruta de US$ 7,35 milhões e 831.126 entradas, em 26 de setembro de 2021. É o sexto filme coreano de maior bilheteria de 2021.

## Elenco
- Narilya Gulmongkolpech como Mink
- Sawanee Utoomma como Nim
- Sirani Yankittikan como  Noi
- Yasaka Chaisorn como Manit
- Boonsong Nakphoo como Santi

## Produção
O filme foi rodado na província de Loei, no nordeste da Tailândia (Isan).
O filme foi anunciado em fevereiro de 2021, e estava programado para lançamento em julho de 2021 na Coreia do Sul.

## Lançamento
The Medium foi vendido pela Finecut para o próximo European Film Market e os direitos do filme já foram adquiridos pelos The Jokers para futuro lançamento nos cinemas na França, e pela Koch Films para territórios de língua alemã. A partir de setembro, Shudder adquiriu os direitos gerais de transmissão e será transmitido nos EUA em 14 de outubro.
Na Ásia, o filme foi licenciado para Edko Films para Macau e Hong Kong (22 de setembro de 2021), MovieCloud para Taiwan (25 de agosto de 2021), Synca Creations para o Japão (29 de julho de 2022), para Encore Films para a Malásia (2 de dezembro de 2021) e Indonésia (20 de outubro de 2021), Golden Village para Singapura (12 de agosto de 2021), M Pictures para Camboja (26 de novembro de 2021) e Laos (6 de janeiro de 2022) e Lumix Media para Vietnã (19 de novembro de 2021).
O filme estreou em 11 de julho de 2021, no 25º Festival Internacional de Cinema Fantástico de Bucheon, e foi lançado nos cinemas na Coreia do Sul em 14 de julho de 2021.

### Mídia doméstica
O filme foi disponibilizado para streaming e transmissão na Coreia do Sul em IPTV, Skylife, HomeChoice TV a cabo, KT Seezn e outros a partir de 16 de setembro de 2021.

## Recepção

### Bilheteria
O filme foi lançado em 14 de julho de 2021, em 1.403 telas. De acordo com a rede integrada de computadores para admissões em cinemas do Korea Film Council (KoFiC), o filme ficou em primeiro lugar nas bilheterias coreanas no dia da estreia ao coletar 129.917 audiências, superando as audiências de Viúva Negra. No 4º dia de lançamento, tornou-se o filme de maior bilheteria do gênero terror, ultrapassando US$ 2,67 milhões brutos. A audiência acumulada do filme era de 403.019 em 17 de julho de 2021.
De acordo com dados do Korean Film Council (KOFIC), está em 6º lugar entre todos os filmes coreanos lançados no ano de 2021, com faturamento bruto de US$ 7,32 milhões e 831.126 entradas, em 26 de setembro de 2021.

### Resposta crítica
O agregador de críticas Rotten Tomatoes informou que 77% dos críticos deram ao filme uma crítica positiva com base em 22 críticas, com uma classificação média de 6,60/10.
Jo Yeon-kyung da JTBC Entertainment News avaliou o filme com 4 de 5 estrelas e escreveu que o filme tem uma narrativa densa, e as sequências de adoração e cenas de exorcismo são combinadas com a cultura única da Tailândia para gerar novidade. Descrevendo as partes assustadoras do filme, Yeon-kyung escreveu: "O mais assustador é que quanto mais perto você chega do final, mais você se acostuma com a enorme cena que se desenrola diante de seus olhos. Claro, o nível de compreensão e o impacto pode variar dependendo do público individual."
Seo Jeong-won, escrevendo para Maeil Business, elogiou o desempenho de Naryla Gunmong Konket e opinou: "Estou tão imerso na atuação que preciso me preocupar com o trauma que pode ocorrer." Alertando o público sobre algumas partes do filme que mostravam canibalismo, crueldade contra animais, automutilação e incesto, Jeong-won escreveu que eles tomassem cuidado, pois podem achar isso cruel. Mas, na opinião de Jeong-won, isso era essencial para a narrativa.
Kong Rithdee deu ao filme uma crítica positiva no Bangkok Post, elogiando seu uso do folclore tailandês com a semelhança visual e narrativa com os thrillers da Coreia do Sul.
Choi Young-joo da CBS No Cut News escreveu que o filme dirigido na forma de found footage, tem caráter documental. Escrevendo sobre as crenças xamânicas da região de Isan de que não apenas os humanos, mas também tudo na natureza tem alma. Qualquer ação cometida pelos ancestrais virava uma maldição e era passada para a posteridade, no contexto do filme é a personagem Ming. Young-joo com relação a essa crença escreveu: " The Medium é um filme que faz você experimentar com todo o seu corpo que existem filmes de terror porque existem seres humanos." Young-joo apontando que no filme todos os males que os humanos podem cometer foram de alguma forma descritos, e embora tenha sido mostrado para retratar o mal humano, mas veio à mente até que ponto e como seria mostrado.
A Variety elogiou a trilha sonora do filme, o design de produção e suas referências à cultura tailandesa, mas criticou sua duração e o formato do mocumentário.

## Prêmios
| Ano  | Associações                                | Categoria         | Nomeações             | Resultado |
| ---- | ------------------------------------------ | ----------------- | --------------------- | --------- |
| 2021 | Bucheon Choice Features                    | Melhor Filme      | The Medium            | Venceu    |
| 2021 | Maniatic Fantastic Film Festival           | Melhor Filme      | The Medium            | Venceu    |
| 2021 | San Sebastian Horror and Fantasy Film Week | Melhor Filme      | The Medium            | Venceu    |
| 2021 | Molins Horror Film Festival                | Melhor Fotografia | Naruphol Chokanapitak | Venceu    |